# Chaetogammarus oliviiformis
Chaetogammarus oliviiformis is een vlokreeftensoort uit de familie van de Gammaridae. De wetenschappelijke naam van de soort is voor het eerst geldig gepubliceerd in 1985 door Greze.